# Паррондо, Хуан
Хуа́н Мануэ́ль Родри́гес Парро́ндо (исп. Juan Manuel Rodríguez Parrondo; 9 января 1964, Мадрид) — испанский физик, прежде всего известный своими контринтуитивными парадоксами Паррондо, согласно которым игрок может в среднем выигрывать, используя поочерёдно стратегии, каждая из которых заведомо является проигрышной. В 1996 году Паррондо разработал серию вероятностных игр, которая явила миру этот парадоксальный факт.

## Биография
В 1987 году получил диплом бакалавра, а в 1992 защитил кандидатскую в университете Комплутенсе. Его кандидатская работа была в области стохастических дифференциальных уравнений, теории случайных блужданий и фракталов, и называлась Técnicas Geométricas y de Renormalización en Procesos Estocásticos (Геометрические и ренормировочные техники стохастических процессов).
В 1996 году Паррондо получил контракт на постоянную работу в университете Комплутенсе и в том же году разработал концепцию проигрышных вероятностых игр, которые оказывались парадоксально выигрышными, будучи скомбинированными.
В настоящее время преподаёт в Мадридском университете Комплутенсе.